# Donamaria
Donamaria – gmina w Hiszpanii, w Nawarze, o powierzchni 23,48 km². W 2011 roku gmina liczyła 436 mieszkańców.